# Indeep
Gli Indeep sono stati un gruppo musicale statunitense, nato a New York all'inizio degli anni ottanta, celebre per aver inciso il brano Last Night a D.J. Saved My Life.

## Carriera
Il gruppo è stato guidato dal musicista e autore dei testi Michael Cleveland, che era conosciuto per l'impiego di un forte stile tra la musica disco e da testi ispirati ad un primissimo hip hop, appoggiato da due cantanti femminili: Réjane  Magloire e Rose Marie Ramsey.
Il brano Last Night a D.J. Saved My Life venne pubblicato dalla Sound of New York/Becket Records nel 1982 e entrò in breve tempo nella Top 10 del Hot R&B/Hip-Hop Songs, nonché al numero 2 nell'Hot Dance Club Play e nella top 15 in Official Singles Chart, e venne riconosciuta come livello-Oro nelle vendite in Francia. Il successivo singolo When Boys Talk non ebbe lo stesso successo del precedente, contribuendo pertanto alla fama di "one-hit wonder" del gruppo.
In seguito Réjane Magloire fece parte dei Technotronic (musica house-techno).

## Discografia
Album in studio
- 1982 - Last Night a D.J. Saved My Life
- 1984 - Pajama Party Time
- 1991 - The Collection

Singoli
- 1982 - Last Night a D.J. Saved My Life
- 1983 - When Boys Talk
- 1983 - Buffalo Bill
- 1983 - The Record Keeps Spinning
- 1984 - The Rapper
- 1984 - The Night the Boy Learned How to Dance